# 宮崎刑務所
宮崎刑務所（みやざきけいむしょ）は、法務省矯正局の福岡矯正管区に属する刑務所。
下部機関として都城拘置支所、延岡拘置支所を持つ。
2024年4月23日、法務省は施設の老朽化や収容率の状況を理由として、本刑務所を廃止する方針であることを明らかにした。代替施設として、拘置支所を新設するとしている。

## 所在地
- 〒880-2293 宮崎県宮崎市大字糸原4623
  - 宮崎交通バスで「宮交シティ（JR南宮崎駅向かい）3番のりば」または「デパート前バス停（橘通）」から国富バスターミナル・綾待合所・酒泉の杜行き「野首下バス停」あるいは「宮交シティ1番のりば」または「デパート前バス停（橘通）」高岡・小林方面行き「花見バス停」下車後、タクシー乗車。
  - 1976年6月に現在地に移転。移転前は宮崎駅の東隣に所在した。移転後、跡地を国から無償貸与され、公園として整備。1981年に宮崎中央公園(愛称：文化の森)が開園。敷地内には宮崎市中央公民館、宮崎市総合体育館、宮崎科学技術館、ニューウェルシティ宮崎(旧：宮崎厚生年金会館)もある。

## 収容分類級
- B級

## 収容定員
- 454人

## 組織
所長の下に2部1課を持つ2部制である。
- 総務部（庶務課、会計課、用度課）
- 処遇部（処遇担当、企画担当）
- 医務課

## 外観・設備
- 銘板の文字は宮崎刑務所ではなく、俗字の﨑の字で揮毫された宮﨑刑務所である。

## 不祥事
- 2008年7月24日に、宮崎刑務所の幹部職員5人が、保護室に収容された50歳代の受刑者に対し、床暖房を行って室温を38度にまで上げる虐待を行なった上、記録表に記載する室温を、本来の「38度」から「28度」に書き換える改竄を行なっていたことが発覚し、5人は2010年4月23日付で、懲戒免職や停職6ヵ月などの懲戒処分となった上、特別公務員暴行陵虐罪の疑いで宮崎地方検察庁に書類送検された。また、当時の所長についても、監督責任を問われ減給処分となっている[3]。

元受刑者は出所後、鹿児島地方裁判所に対し損害賠償を請求。同地裁は国に対し賠償金を支払うよう命じた。

## 著名な受刑者
- スーパークレイジー君 - 元宮崎市議会議員